# バナジルアセチルアセトナート
バナジルアセチルアセトナート (英: Vanadyl acetylacetonate) は化学式 VO(C5H7O2)2 で表される化合物で、バナジルイオン VO2+ とアセチルアセトンからなる青緑色の有機錯体である。他の電気的に中性なアセチルアセトナートと同様、有機溶媒に可溶である。

## 合成
硫酸バナジル(IV)のようなバナジウム(IV)化合物、または五酸化バナジウムのようなバナジウム(V)化合物から合成される。 五酸化バナジウムを出発物質とする合成反応は以下のように表される。
2 V2O5  +  9 C5H8O2   →   4 VO(C5H7O2)2  +  (CH3CO)2CO  +  5 H2O
これをクロロホルム中で再結晶させることでバナジルアセチルアセトナートが得られる。

## 構造および性質
常磁性をもつ。四角錐構造をとり、V=O 結合は短い。また、遷移状態により2本の吸収スペクトルが観察される。弱いルイス酸であり、ピリジンやメチルアミンと付加物を形成する。

## 用途
有機化学では、Tert-ブチルヒドロペルオキシド（TBHP）とともにアリル化アルコールのエポキシ化試薬として用いられる。バナジルアセチルアセトナートとTBHPはゲラニオールの2ヶ所のアリル位のうちヒドロキシ基側を選択的にエポキシ化する。対照的に、メタクロロ過安息香酸（m-CPBA）はどちらのアリル位とも反応し、ヒドロキシ基から遠位をエポキシ化したものの収率が高い（近位側をエポキシ化したものを1とすると、1 - 2程度）。 TBHPはバナジルアセチルアセトナートのバナジウムを +5 に酸化して、原料アルコールとヒドロペルオキシドとの錯体を形成する。

## 生化学への応用
バナジルアセチルアセトナートはプロテインキナーゼB（PKB/Akt）とグリコーゲンシンターゼキナーゼ-3（GSK3）のリン酸化を刺激することによって経口血糖降下薬として作用する。また、タンパク質チロシンホスファターゼの阻害作用も持つ。インシュリン受容体βの脱リン酸化に関与するPTB1Bなどのタンパク質チロシンホスファターゼを阻害することでインシュリン受容体βのリン酸化を亢進させ、IRS-1、PKB、GSK3の活性化を持続させることで抗糖尿病作用を示す。